# Neochelonia albescens
Neochelonia albescens là một loài bướm đêm thuộc phân họ Arctiinae, họ Erebidae.